# Fliegerersatz Abteilung Nr. 7
Fliegerersatz Abteilung Nr. 7 – FEA 7 – jedna z 17 jednostek lotnictwa niemieckiego Luftstreitkräfte z początkowego okresu I wojny światowej tego typu. Dosłownie Lotniczy Oddział Uzupełnień w Kolonii, a od 1917 w Braunschweigu.

## Informacje ogólne
Jednostka została utworzona po wybuchu wojny w marcu 1915 roku w Kolonii, na istniejącym tam wcześniej lotnisku. Jednostka stacjonowała tamże do 1 marca 1917 roku, kiedy to została przeniesiona do Braunschweigu, gdzie pozostała do zakończenia I wojny światowej.
Jednostka prowadziła szkolenie pilotów i obserwatorów dla jednostek liniowych, np. Feldflieger Abteilung. W późniejszym okresie szkolenie obserwatorów zostało wydzielone do specjalnych szkół Fliegerbeobachterschulen (FBS).
W jednostce służyli lub przeszli szkolenie m.in. Johann Schumacher, Arthur Rahn, Georg Schlenker, Oskar von Boenigk, Hans Nülle, Günther Schuster.
W jednostce zostały utworzone lub stacjonowały m.in. następujące eskadry myśliwskie: Jasta 52, Jasta 65, Kasta 19 z dywizjonu bombowego Kagohl 4.

## Dowódcy Jednostki
| Stopień | Nazwisko                              | Okres                   |
| ------- | ------------------------------------- | ----------------------- |
| Kapitan | Georg von Tschudi                     | xx.xx.1915 – xx.xx.1917 |
| Kapitan | Jasper von Oertzen                    | mai 1918                |
|         | Friedrich Sigismund Prinz von Preußen | xx.10.1918 – 11.11.1918 |